# Geta (Kaiser)

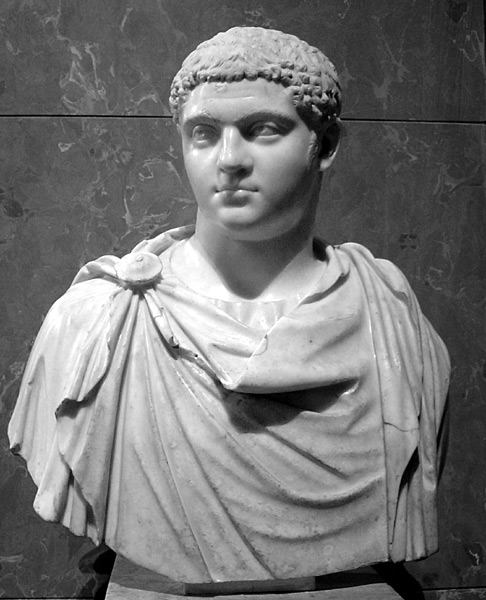
Caracalla oder Geta, Louvre, Paris (Inv.-Nr. MA 1076)

Publius Septimius Geta (* 7. März 189 in Rom; † 19. oder 25./26. Dezember 211 ebenda) war vom 4. Februar 211 bis zu seinem Tod römischer Kaiser. Er gehörte zur Dynastie der Severer und war Mitregent seines älteren Bruders Caracalla; zeitweilig trug er den Vornamen Lucius.
Geta und Caracalla waren die beiden Söhne des Dynastiegründers Septimius Severus, der sie zu Mitregenten gemacht und auf die gemeinsame Nachfolge vorbereitet hatte. Nach dem Tod des Vaters traten sie am 4. Februar 211 wie geplant zusammen die Nachfolge an. Ihre gemeinsame Herrschaft scheiterte aber noch im selben Jahr an der tödlichen Rivalität zwischen ihnen. Caracalla lockte Geta in eine Falle und ließ ihn ermorden.

## Leben

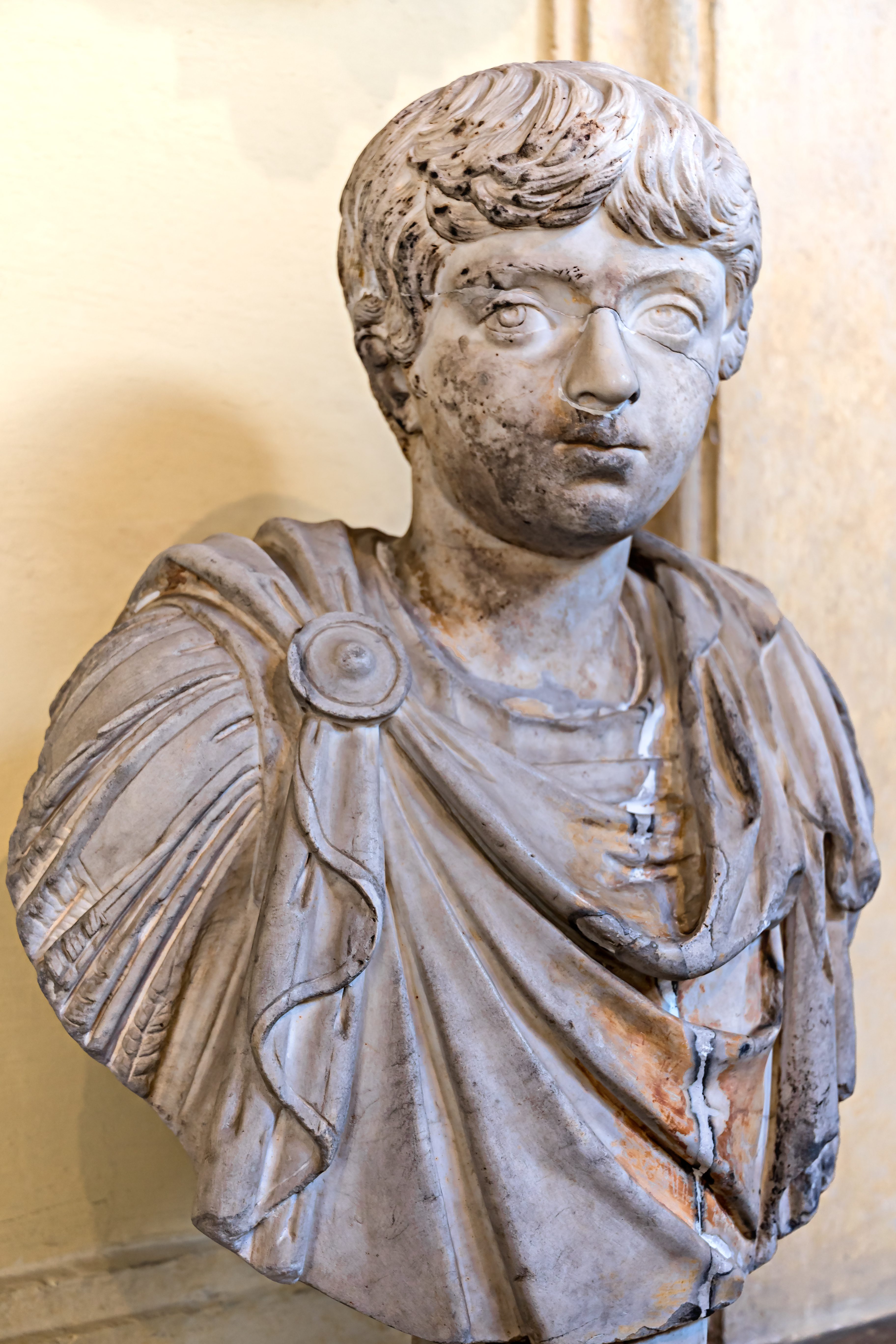
Porträt Getas im Thronfolgertypus des Jahres 198 auf nicht zugehöriger Büste (Vatikanische Museen)

### Herkunft und Jugend
Der aus Afrika stammende Septimius Severus, der in Rom und in verschiedenen Provinzen Karriere gemacht hatte, heiratete im Jahr 187 die vornehme Syrerin Julia Domna. Am 4. April 188 wurde der erste Sohn des Paares, Caracalla, geboren. Damals amtierte Severus in Lugdunum, dem heutigen Lyon, als Statthalter der Provinz Gallia Lugdunensis. Nach dem Ende dieser Statthalterschaft übersiedelte die Familie nach Rom. Dort wurde Geta am 7. März 189 geboren. Er erhielt den Namen seines Großvaters väterlicherseits, des punischstämmigen römischen Ritters Publius Septimius Geta. Severus übernahm im Jahr 191 das Amt des Statthalters von Oberpannonien, doch seine Kinder blieben in Rom. Am 9. April des „zweiten Vierkaiserjahrs“ 193 wurde Severus in Pannonien vom Heer zum Kaiser ausgerufen. Im folgenden Jahr setzte er sich im Bürgerkrieg gegen den Rivalen Pescennius Niger durch.
Zwischen Geta und seinem nur elf Monate älteren Bruder Caracalla kam es schon in früher Jugend zu einer ausgeprägten Rivalität, die sich im weiteren Verlauf ihres Lebens beständig verschärfte und in tödlichen Hass verwandelte. Der Vorrang des älteren Bruders wurde in der Kindheit und Jugend der beiden durch Namen und Titel deutlich zum Ausdruck gebracht. Ab Frühjahr 195 gab sich Septimius Severus zwecks Legitimierung seiner Herrschaft als Adoptivsohn des 180 gestorbenen beliebten Kaisers Mark Aurel aus. Caracalla galt daher als fiktiver Enkel Mark Aurels und erhielt ab 195/196 dessen Namen: Er hieß fortan Marcus Aurelius Antoninus, wurde also wie sein Vater als Angehöriger von Mark Aurels Familie, des Kaisergeschlechts der Antonine, betrachtet. Geta hingegen erhielt zwar zeitweilig den Vornamen Lucius, der vielleicht an Lucius Verus, den Mitregenten Mark Aurels, erinnern sollte, wurde aber nicht durch Umbenennung fiktiv in das Geschlecht der Antonine aufgenommen. Darin zeigte sich schon damals eine Bevorzugung seines ein Jahr älteren Bruders. Vielleicht schon Mitte 195, spätestens 196 wurde Caracalla der Titel Caesar verliehen, womit er zum künftigen Kaiser designiert wurde. Eine entsprechende Rangerhöhung Getas blieb zunächst aus.

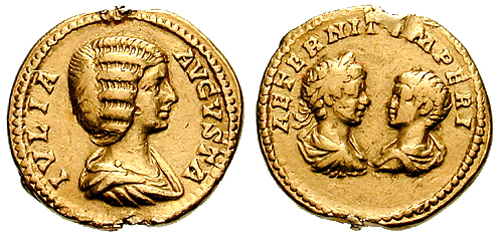
Ein Aureus der Kaiserin Julia Domna, auf der Rückseite ihre beiden Söhne

197 begleitete Geta zusammen mit Caracalla seinen Vater auf dessen zweitem Feldzug gegen die Parther. Vielleicht schon 197, spätestens 198 erhielt er die Titel Caesar und Princeps iuventutis. Wohl gleichzeitig wurde Caracalla zum Augustus, das heißt zum nominellen Mitregenten des Kaisers, erhoben. Damit wurde wiederum Caracallas Vorrang festgeschrieben. Die Kaiserfamilie blieb noch einige Zeit im Orient; 199 reiste sie nach Ägypten, wo sie sich bis 200 aufhielt. Erst 202 kehrte sie nach Rom zurück. Von 202 bis 203 hielt sich die Familie in Nordafrika auf; den Winter verbrachte sie wohl in Severus’ Heimatstadt Leptis Magna in Libyen.
Vergeblich versuchte Severus, die Feindschaft zwischen seinen Söhnen zu mildern und gegenüber der Öffentlichkeit zu vertuschen. Die kaiserliche Propaganda täuschte Eintracht vor: Es wurden Münzen der Concordia (Eintracht) geprägt, und in den Jahren 205 und 208 bekleideten Caracalla und Geta gemeinsam das Konsulat. Eine längere Abwesenheit der beiden Rivalen von Rom schien zur Vermeidung von Skandalen in der Hauptstadt wünschenswert. Wohl auch aus diesem Grund nahm Severus beide Söhne mit, als er 208 zu einem Feldzug nach Britannien aufbrach. Der Kampf richtete sich gegen die im heutigen Schottland lebenden Kaledonier und Mäaten. 209 erhielt Geta die Würde eines Augustus, wurde also in dieser Hinsicht seinem Bruder gleichgestellt. Damit war die Weichenstellung für die künftige gemeinsame Herrschaft vollzogen; Severus hatte wohl erkannt, dass sein jüngerer Sohn nur so eine Chance hatte, den bevorstehenden Machtkampf zu überleben.
Die Kämpfe in Britannien zogen sich hin. Da Septimius Severus bei schlechter Gesundheit war, betraute er 210 Caracalla mit der alleinigen Leitung der militärischen Operationen. Geta hingegen erhielt kein Kommando, sondern übernahm rein zivile Aufgaben. Dennoch nahmen beide Söhne den Siegernamen Britannicus maximus an, den auch Severus führte. Am 4. Februar 211 starb Severus in Eburacum (heute York).

### Kaisertum und Tod
Nach dem Tod des Severus traten seine Söhne wie vorgesehen gemeinsam die Herrschaft an, wobei allerdings der Titel des Pontifex maximus Caracalla vorbehalten blieb; Geta blieb lediglich Pontifex. Obwohl Caracalla damit erneut einen gewissen Vorrang beanspruchen konnte, scheint dieser nicht eindeutig genug gewesen zu sein, um die Machtverhältnisse zu klären. Da Geta aber bei den Soldaten beliebt war, wagte es Caracalla vorerst nicht, offen gegen ihn vorzugehen. Die beiden Kaiser schlossen mit den Kaledoniern und Mäaten Frieden und kehrten mit getrenntem Hofstaat nach Rom zurück. Dort schützten sich beide durch sorgfältige Bewachung voreinander. Als Vorbild für diese staatsrechtliche Konstruktion konnte die gemeinsame Herrschaft von Mark Aurel und dessen Adoptivbruder Lucius Verus im Zeitraum 161 bis 169 sowie jene zwischen Mark Aurel und seinem Sohn Commodus von 177 bis 180 dienen. Allerdings waren damals der Rangunterschied und die Aufgabenteilung zwischen den Kaisern klarer geregelt gewesen, während bei Caracalla und Geta, die beide leibliche Söhne eines Kaisers waren, eine eindeutige, einvernehmliche Regelung der Hierarchie, Befugnisse und Zuständigkeiten fehlte.
Ein Doppelkaisertum gleichberechtigter Herrscher hätte unter den gegebenen Umständen eine Reichsteilung vorausgesetzt. Der Geschichtsschreiber Herodian behauptet, es sei tatsächlich erwogen worden, das Römische Reich zu teilen und Geta den Osten zuzuweisen, doch sei dieser Plan verworfen worden, denn Julia Domna, die Mutter der beiden Kaiser, habe sich dem Vorhaben nachdrücklich widersetzt. Dieser Bericht wird aber von mehreren Althistorikern angezweifelt; Versuche, in epigraphischem Material eine Bestätigung dafür zu finden, sind jedenfalls gescheitert.
In Rom war eine gespannte und sehr labile Lage entstanden. Die römische Stadtbevölkerung, die Prätorianer und die in der Hauptstadt und ihrer Umgebung stationierten Truppen waren gespalten oder unschlüssig, so dass ein Bürgerkrieg bevorzustehen schien. Unklar ist, ob es auch bei den Provinztruppen regional unterschiedliche Präferenzen gab. Einer umstrittenen Forschungshypothese zufolge waren die Anhänger Getas im Osten des Reichs stark, während Caracalla vor allem bei den Grenztruppen im Rhein- und Donauraum Unterstützung fand.
Im Dezember 211 – nicht, wie früher vermutet wurde, erst im Februar 212 – gelang es Caracalla, den Bruder in einen Hinterhalt zu locken. Auf seine Anregung hin lud Julia Domna ihre beiden Söhne zu einem Versöhnungsgespräch im kaiserlichen Palast ein. Leichtsinnigerweise folgte Geta der Einladung der Mutter, denn er meinte, in ihrer Anwesenheit vor seinem Bruder sicher zu sein. Der Ablauf der tödlichen Begegnung, die entweder am 19. oder am 25./26. Dezember stattfand, ist unklar. Nach der Schilderung des zeitgenössischen Geschichtsschreibers Cassius Dio, die als die glaubwürdigste gilt, hatte Caracalla Mörder bestellt, die seinen Bruder in den Armen der ahnungslosen Mutter töteten, wobei sie an der Hand verletzt wurde. Offenbar hat er auch selbst zugeschlagen, denn später weihte er das Schwert, das er dabei verwendet hatte, im Serapeion von Alexandria der dort verehrten Gottheit Serapis.

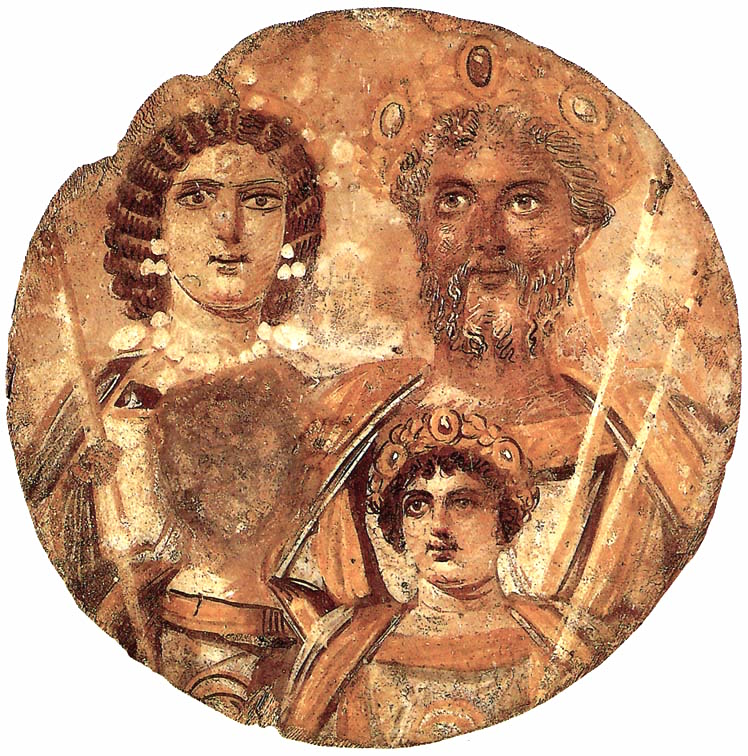
Septimius Severus mit seiner Frau und seinen noch kindlichen Söhnen auf einem zeitgenössischen Tondo, Antikensammlung Berlin. Getas Gesicht wurde nach seiner Ermordung getilgt.

Caracalla, der mit der Ausschaltung seines Bruders die Alleinherrschaft erlangt hatte, rechtfertigte die Tat mit der Behauptung, nur einem Anschlag Getas zuvorgekommen zu sein. Nach dem Mord ließ er zahlreiche Personen töten, die als Anhänger Getas galten. Cassius Dio nennt die vielleicht übertriebene Zahl von 20.000 Opfern des Gemetzels. Auch später noch mussten viele sterben, die beschuldigt wurden, Sympathien für den unterlegenen Rivalen gehegt zu haben oder ihm nachzutrauern. Sogar Julia Domna durfte nicht um ihren Sohn trauern.

## Ikonographie
Die Bestimmung von Getabildnissen ist in manchen Fällen schwierig, Verwechslungen des jugendlichen Geta mit dem fast gleichaltrigen Caracalla sind möglich. Ein großer Teil der Bildnisse Getas ist wohl nach seinem Tod der systematischen Vernichtung zum Opfer gefallen, da über ihn die damnatio memoriae (Auslöschung des Andenkens) verhängt wurde. Cassius Dio erwähnt, Geta habe als Erwachsener ganz seinem Vater geglichen.

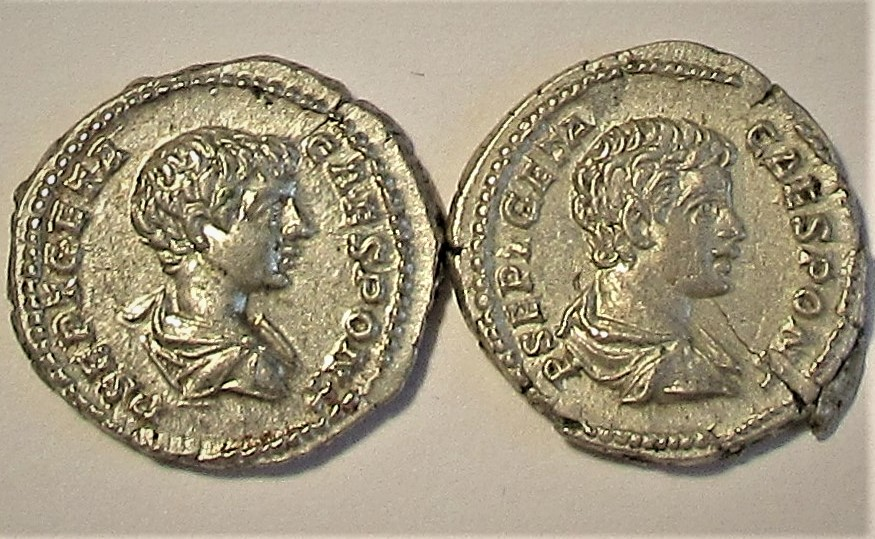
Geta als Kind und junger Mann auf zwei Denaren

Anfangs hat die Klassische Archäologie nur zwei Porträttypen von Geta als Thronfolger unterschieden. Der erste von ihnen, der als „erster Prinzentypus“ bezeichnet wird, wird dem Zeitraum 197/198–204, also von der Erhebung zum Caesar bis zu Getas erstem Konsulat, zugewiesen. Hierzu zählen zwölf Repliken einer Rundplastik, die eindeutig Geta zugeordnet werden kann; sie gehören zum „Typus München-Toulouse“. Mit dem Jahr 205 setzte nach dieser Einteilung der „zweite Prinzentypus“ ein. Er ist durch eine auffallende, nahezu zwillingshafte Ähnlichkeit von Geta und Caracalla gekennzeichnet, die im Rahmen der Eintrachtspropaganda politisch gewollt war.
Anhand der Münzbildnisse konnte später eine weitere Differenzierung vorgenommen werden, was an der besseren Fundlage der Münzen gegenüber der Plastik liegen dürfte. Auf den Münzen lassen sich sieben Porträttypen unterscheiden. Die ersten sechs sind durch zunehmenden Bartwuchs definiert; sie entsprechen den zeitgleichen Münzbildnissen Caracallas und zielen auf eine Ähnlichkeit der beiden Brüder hin, die so beide dem Volk als Thronfolger gezeigt werden sollten. Der siebte und letzte Porträttyp Getas hingegen zeigt ihn nach dem Tod des Vaters deutlich im Unterschied zum – in dieser Zeit gleichbleibenden – Porträt des Bruders mit langem, zotteligem Bart, sehr ähnlich dem verstorbenen Vater, wohl mit dem Zweck, Geta als den wahren Thronfolger darzustellen.

## Rezeption
Caracalla strebte nach Getas Tod die völlige Auslöschung der Erinnerung an seinen Bruder an. Im Rahmen der über Geta verhängten damnatio memoriae wurde die Tilgung seines Namens in allen öffentlichen Denkmälern und Schriftstücken mit größter Gründlichkeit betrieben; sogar seine Münzen wurden eingeschmolzen. Der Leichnam soll verbrannt worden sein. Später, nach Caracallas Tod, veranlasste Getas Tante Julia Maesa, die Schwester Julia Domnas, die Beisetzung in der Grabstätte der kaiserlichen Familie, dem Mausoleum Hadriani. Dort war auch das Grab Caracallas.
Als sich in Alexandria der Unmut der Stadtbevölkerung gegen Caracalla richtete, nahmen seine Kritiker auch auf den Mord an Geta Bezug.

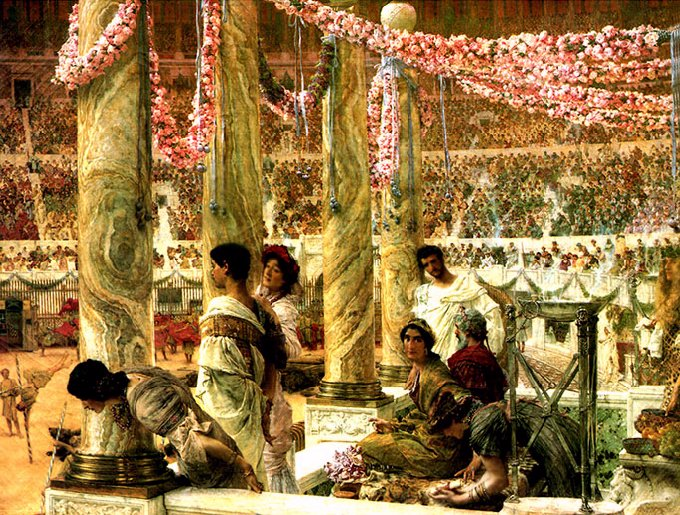
Caracalla and Geta, Ölgemälde von Lawrence Alma-Tadema (1907). Geta steht vorn zwischen den Frauen, Caracalla hinter dem sitzenden Kaiserpaar.

Die Hauptquellen sind die nach Caracallas Tod entstandenen Geschichtswerke der Zeitgenossen Cassius Dio und Herodian. Cassius Dio schreibt aus der Perspektive der senatorischen Opposition gegen Caracalla. Er zeichnet ein unvorteilhaftes Bild Getas; sowohl Caracalla als auch Geta hätten sich zu Lebzeiten ihres Vaters als Vergewaltiger und Päderasten betätigt und Gelder veruntreut. Drastisch beschreibt er Getas jammervolle Haltung angesichts des Todes. Trotz Cassius Dios sehr parteiischer Haltung gilt seine Römische Geschichte als die beste Quelle und als relativ zuverlässig. Herodians Darstellung ist ungenauer und fehlerhafter. Sie enthält unterschiedliche Angaben über Getas Charakter. An einer Stelle behauptet Herodian, Geta sei ebenso wie Caracalla durch das luxuriöse Leben in Rom charakterlich verdorben worden, an einer anderen Stelle, wo er die beiden vergleicht, stellt er Geta als (relativ) sanft und maßvoll, gütig und menschenfreundlich dar.
Von geringerer Bedeutung sind die Lebensbeschreibungen Getas sowie des Septimius Severus und Caracallas in der spätantiken Historia Augusta. Sie gelten als relativ unzuverlässig. Die Historia Augusta hängt teilweise von den beiden älteren Werken ab, doch muss ihr Verfasser auch Zugang zu Material aus einer weiteren, heute verlorenen zeitgenössischen Quelle gehabt haben. Er schildert Geta als habgierig und egoistisch, aber zu Mitleid fähig und nicht gewissenlos.
1907 vollendete Lawrence Alma-Tadema nach fast zweijähriger Arbeit das Ölgemälde „Caracalla and Geta“. Es zeigt die kaiserliche Familie – Geta mit seinem Bruder und seinen Eltern – im Kolosseum.
Im Monumentalfilm Gladiator II von 2024 wird Geta von Joseph Quinn verkörpert. Die Darstellung hat mit dem historischen Geta jedoch wenig gemein.